# 5620 Джейсонвілер
5620 Джейсонвілер (5620 Jasonwheeler) — астероїд головного поясу, відкритий 19 липня 1990 року.
Тіссеранів параметр щодо Юпітера — 3,567.